# Ли Сын Ги (актёр)
Ли Сын Ги (кор. 이승기; род. 13 января 1987 года, Сеул, Республика Корея) — южнокорейский певец, актёр, ведущий, автор текстов и артист. Как одна из самых высокооплачиваемых знаменитостей Республики Кореи и обладатель множества наград, в том числе премий «Golden Disk Awards» за музыку и «Пэксан» за актёрское мастерство, Ли несколько раз с 2010 года фигурировал в списке Forbes Korea Power Celebrity 40, а в 2022 году занял шестое место. Его успех в качестве певца, актёра и ведущего принёс ему титул артиста «Тройной угрозы» и сделал его главной звездой Халлю.
Как певец имеет такие хиты, как «Because You're My Woman», «Will You Marry Me», «Return» и «The Ordinary Man». Получил дальнейшее признание как актёр, сыграв ведущие роли в таких популярных драмах, как «Великолепное наследие» (2009), «Моя девушка – Кумихо» (2010), «Королевство двух сердец» (2012), «Книга семьи Гу». (2013), «Вы окружены» (2014), «Корейская одиссея» (2017–2018), «Бродяга» (2019), «Мышь» (2021) и «Любовь по закону» (2022). Он также был участником первого сезона развлекательного шоу выходного дня «1 ночь 2 дня» с ноября 2007 года по февраль 2012 года и ведущим ток-шоу «Сильное сердце» с октября 2009 года по апрель 2012 года.
Впервые Ли Сын Ги был включен в список Forbes Korea Power Celebrity 40 в 2010 году, заняв седьмое место, а впоследствии заняв четвёртое место в 2011 году и шестое место в 2012, 2015 и 2022 годах.
В 2021 году он был включён в число 200 актёров (100 мужчин и 100 женщин), которые будут участвовать в кампании «200 корейских актёров», проводимой Корейским советом по кинематографии (KOFIC). Цель этого методического проекта — выбрать актёров, которые лучше всего представляют настоящее и будущее корейского кино, и познакомить их с другими людьми, работающими в зарубежной киноиндустрии.

## Биография

### Ранние годы
Ли Сын Ги родился 13 января 1987 года в Бангхакдоне, район Тобонгу города Сеул, республика Корея. У него есть младшая сестра. В начальной и средней школе Ли считался хорошим учеником, он был универсалом и одинаково хорошо проявлял себя в спорте, учёбе и искусстве, а также был избранным президентом студенческого совета на протяжении всех школьных лет. В школе он хорошо знал английский, японский и корейский языки. Ли также был участником группы в местной средней школе на позиции ведущего вокалиста. Изначально группа имела название Brain Hemohrage, но позже было изменено на Natural. Во время последнего выступления группы его заметила певица Ли Сон Хи. Хотя Ли сначала отклонил предложение сосредоточиться на учёбе, позже он принял его по уговорам матери, поскольку Ли Сон Хи была её любимой певицей. Он тренировался 2 года, прежде чем дебютировал в качестве певца в возрасте 17 лет.
Занятый своей карьерой, Ли 20 февраля 2009 года окончил Университет Тонгук, получив степень в области международной торговли и коммерции. Также получил награду за особые достижения во время окончания учёбы. Затем он продолжил обучение, получив две степени магистра: маркетинга и теория торговли, а также финансов и культуры в аспирантуре Тонгука. Он успешно получил сертификат консультанта по детской психиатрии, когда участвовал в варьете «Маленький лес».

## Фильмография
| Год       |   | Русское название        | Оригинальное название           | Роль                  |
| --------- | - | ----------------------- | ------------------------------- | --------------------- |
| 2004—2005 | с | Без остановки           | 논스톱                          | сам себя              |
| 2006      | с | Знаменитые принцессы    | 소문난 칠공주                   | Хван Тэ Чжа           |
| 2009      | с | Великолепное наследие   | 찬란한 유산                     | Хван Сон У            |
| 2010      | с | Моя девушка – Кумихо    | 내 여자친구는 구미호            | Ча Дэ Ун              |
| 2011      | с | Идеальная парочка       | 최고의 사랑                     | сам себя              |
| 2012      | с | Королевство двух сердец | 더킹 투하츠                     | Ли Джэ Ха             |
| 2013      | с | Книга семьи Гу          | 구가의 서                       | Чхве Кан Чи           |
| 2014      | с | Вы окружены             | 너희들은 포위됐다               | Ын Дэ Гу / Ким Джи Ён |
| 2015      | с | Продюсер                | 프로듀사                        | сам себя              |
| 2015      | ф | Сегодняшняя любовь      | 오늘의 연애                     | Кан Джун Су           |
| 2017—2018 | с | Корейская одиссея       | 화유기                          | Сон О Гон             |
| 2018      | ф | Брачная гармония        | 궁합                            | Со До Юн              |
| 2019      | с | Бродяга                 | 배가본드                        | Ча Даль Гун           |
| 2021      | с | Мышь                    | 마우스                          | Чон Ба Рым            |
| 2022      | с | Любовь по закону        | 법대로 사랑하라                 | Ким Чон Хо            |
| 2023      | ф |                         | Ma’am Chief: Shakedown in Seoul |                       |
| 2024      | ф |                         | 대가족                          |                       |

## Личная жизнь

### Военная служба

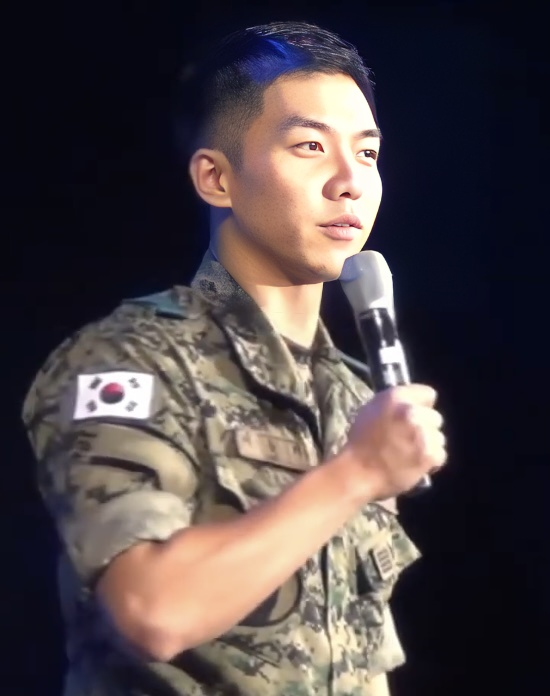
На военном концерте в 2017 году

1 февраля 2016 года Ли Сын Ги начал свою 21-месячную обязательную военную службу в качестве солдата, поступив в центр подготовки новобранцев армии Нонсан в Чхунчхон-Намдо. После обучения там в течение пяти недель и получения наивысшего балла в своей учебной компании он был отправлен на назначенную должность после церемонии, где ему была вручена почетная грамота. Официально был уволен со службы 31 октября 2017 года в округе Чонпхён провинции Северный Чхунчхон, где он был членом 13-й бригады специального назначения Командования специальных боевых действий армии Республики Корея и работал специалистом по военной разведке.
Также Ли вызвался добровольцем и прошёл обучение, не необходимое для рядовых и административных солдат, включая обучение парашютному спорту, в ходе которого он преуспел в учениях по спуску с парашютом, проведённых на высоте 730 метров над землёй. Другие дополнительные тренировки включали в себя крав-мага 1-го уровня и марш на длинные дистанции в 10 километров, где он вошёл в 10% лучших из 1000 марафонцев, в составе бригады «Чёрная пантера».
В октябре 2016 года Ли в качестве посла доброй воли провёл военное мероприятие, 14-й фестиваль сухопутных войск. Мероприятие было организовано совместно городом Герён и армией, где посетители могли познакомиться и увидеть корейскую военную культуру.

### Отношения и брак
Ли состоит в отношениях с актрисой Ли Да Ин с конца 2020 года. 7 февраля 2023 года он объявил о своей помолвке. 7 апреля 2023 года они поженились в отеле Grand InterContinental Seoul Parnas в присутствии друзей и семьи. 5 февраля 2024 года у пары родилась дочь.